# Plagiochilion bryhnii
Plagiochilion bryhnii là một loài rêu tản trong họ Plagiochilaceae. Loài này được (Stephani) Inoue miêu tả khoa học lần đầu tiên năm 1964.